# La embriaguez de Lot
La embriaguez de Lot (también Lot y sus hijas) es un cuadro del pintor Orazio Gentileschi, realizado en 1622, que se encuentra en la Gemäldegalerie de Berlín. Existen otras versiones muy similares, como la del museo The Getty Center, prototipo de la serie, la adquirida en 1924 por el Museo de Bellas Artes de Bilbaoo la del Museo Thyssen-Bornemisza, obra del taller.

## El tema

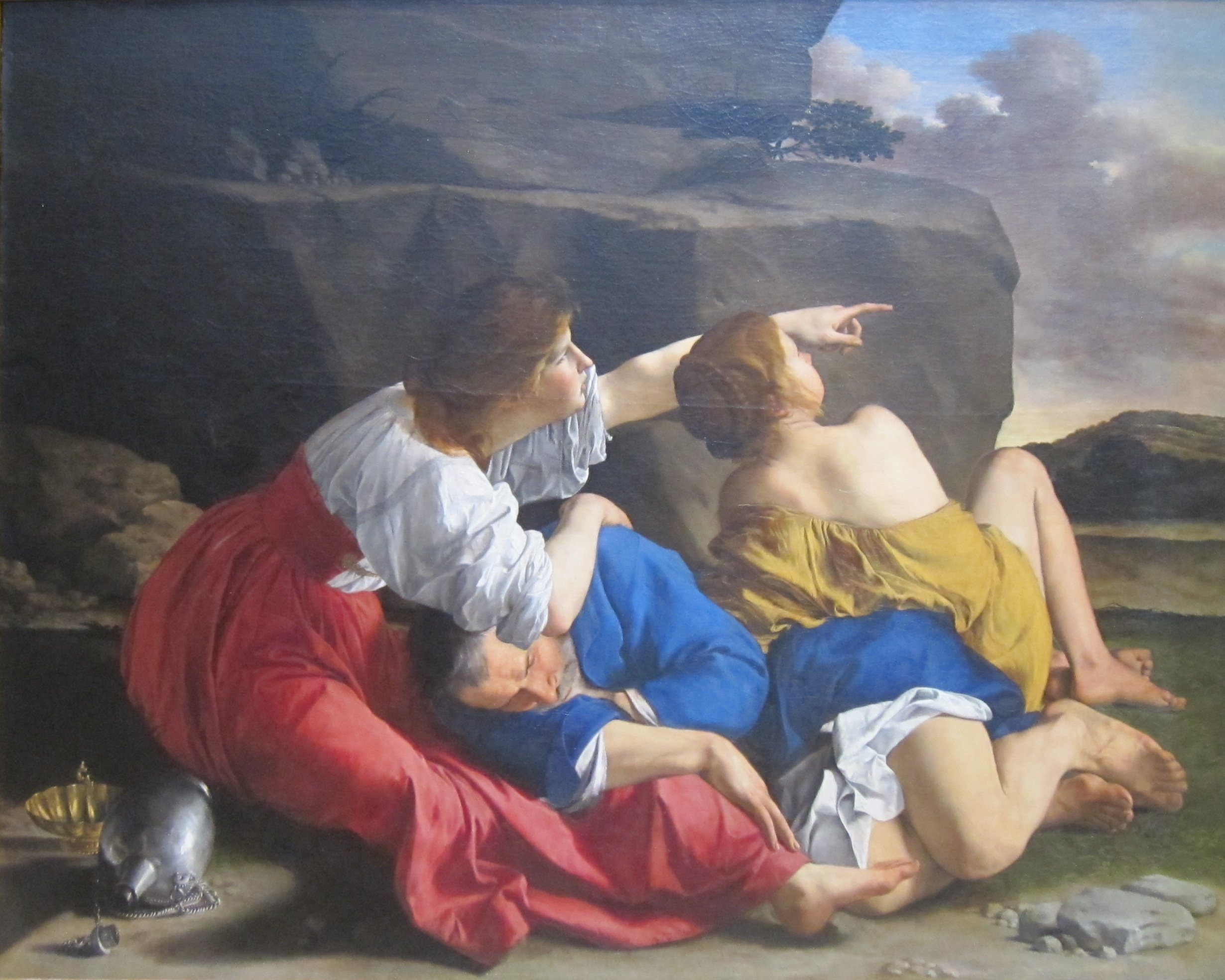
La embriaguez de Lot, 1621, The Getty Center.

Por los pecados tan graves cometidos en Sodoma, Dios decretó su destrucción. Lot y su familia eran los únicos justos de la ciudad y por ello, los que se salvaron, excepto la mujer de Lot que desobedeció la orden de no mirar a las cosas de atrás, por lo que se convirtió en estatua de sal. A causa de la devastación divina, Sodoma, Gomorra y el resto de la región quedó sepultada bajo las aguas del mar Muerto.
Su huida a las montañas y el rechazo que creen experimentar sus hijas hacen que embriaguen a Lot y tengan relaciones incestuosas con él, para perpetuar su descendencia. En la Edad Media no se representó el tema explícitamente por juzgarlo vergonzoso, pero a partir del Renacimiento, los artistas se centrarán en la carga erótica del episodio.

## Descripción de la obra
En la escena se representa a Lot, embriagado por el vino de una jarra que reposa caída en la parte inferior izquierda del cuadro. El sobrino de Abraham reposa, desnudas sus piernas, sobre una de sus hijas que señala hacia el humo que produce en el horizonte la destrucción de las ciudades condenadas por Dios. La otra hija aparece también semidesnuda como su padre, de espaldas al espectador.